# Tabellenbuch
Ein Tabellenbuch ist eine tabellarische Sammlung von Informationen in Buchform. Verwendung finden Tabellenbücher als Nachschlagewerke oft dann, wenn die Informationen zwar auch ohne Hilfsmittel (z. B. durch Berechnung) selbst ermittelt werden könnten, dieses jedoch schwierig (z. B. durch die Komplexität der Berechnung) oder zeitaufwendig (z. B. durch die Beschaffung benötigter Zusatzinformationen) ist.
Ein Tabellenbuch ermöglicht die schnelle und relativ genaue Ermittlung von Werten und kann ein hervorragendes Hilfsmittel bei der täglichen Arbeit sein.
In einigen technischen Berufen tritt das Ermitteln von Zahlenwerten zunehmend in den Hintergrund. Fachwissen wird hier zunehmend als anwendungsorientiertes Systemwissen vermittelt. Aktuelle Tabellenbücher haben diesen Trend aufgenommen und stellen neben Formeln, Kennwerten etc. zunehmend technische Übersichten und Systemlösungen und organisatorische Zusammenhänge dar.
Da Tabellenbücher häufig in der Berufsausbildung eingesetzt werden, orientiert sich deren Inhalt oft an den Lehrplänen der entsprechenden Lehrberufe.

## Anwendung
Tabellenbücher kommen vor allem in der Ausbildung z. B. in technischen Handwerksberufen zum Einsatz. Hier dienen sie dem schnellen Nachschlagen des Basiswissens (Formeln, Kennzahlen, Systemübersichten, konzentrierte fachliche Zusammenfassung) sowohl im Unterricht als auch bei Klassenarbeiten, Zwischen- und Abschlussprüfungen.
Tabellenbücher werden in der betrieblichen Praxis oft ein Berufsleben lang genutzt und bleiben ein Standardnachschlagewerk.
Auch im Bereich der Meisterausbildung oder praktischen Ingenieurtätigkeiten dienen moderne Tabellenbücher als häufig genutztes Nachschlagewerk, da diese durch ihre meist regelmäßige Aktualisierung stets auf aktuelle Technik, Standards und Normen verweisen.

## Varianten
Tabellenbücher existieren für viele Anwendungsbereich, von denen einige exemplarisch aufgeführt werden:
- Mathematik: Historisch trigonometrische Tabellen (Sinus, Cosinus etc.), Integrale, Statistikfunktionen etc. Durch die Verbreitung von Taschenrechnern werden heute nur mehr komplexere Funktionen tabellarisch angegeben.
- Medizin, Innere Organe, Blut, Humangenetik...
- Ingenieurwissenschaften
  - Elektrotechnik: Materialkennzahlen, Wellenausbreitung / Funktechnik / Hochfrequenztechnik, Derating, ...
  - Maschinenbau: Motor- und Getriebekennzahlen und -Lastzustände, Belastungsdiagramme, Verbindungselemente (Schrauben etc.), Thermik, ...
  - Metallbautechnik: Werkstoffe (z. B. Stahl, Gusseisen), Verfahren (z. B. Bohren, Drehen, Fräsen)
  - Mechatronik: Werkstoffe, Kennzahlen aus Metall-/Maschinenbau, Formeln und Systemübersichten aus Elektrotechnik, Regelungstechnik und Informationstechnik
  - Regeltechnik: P/I/D-Reglerverhalten, Zeitkonstanten, Stabilitätskennzeichen, ...
  - Werkstoffwissenschaften: Werkstoffeigenschaften, Belastungskenngrößen, ...
  - Tabellenbuch Metall: Maschinenbau, Fertigungstechnik, Tabellen, Formeln, Sachwort- und Normenverzeichnisse
- Naturwissenschaften
  - Chemie u. Physik: chemisch-physikalische Daten, Reaktionskenngrößen, Energieumsatz, Druck, Temperatur, Dichte ...
- Betriebswirtschaft und Finanzen: Kenngrößen Markt, Umsatz, Gewinn, Ertrag, Steuern, ...
- Land- und Forstwirtschaft: Saatgutausbringung, Düngemittel- und Pflanzenschutzmittelausbringung, Holzmaße, -Gewichte und -Klassifizierungen, ...

Die Liste kann nahezu beliebig erweitert werden.